# 马汉顺
拿督马汉顺医生（1965年7月19日－），出生於馬來西亞霹雳州曼绒县莫珍歪新村。祖籍福建省福州市闽清县，马来西亚政治人物，为马华公会署理总会长，曾任教育部第一副部长，马华公会霹雳州联委会主席和国会上议员。他曾经担任霹雳州立法议会积莪营州議員，卫生、地方政府、消费人事务、环境、交通及非伊斯兰事务委员会主席。2020年至2021年担任国民联盟政府教育部第二副部长，在沙比里内阁保留原有职位。

## 马华公会

### 马青团

#### 霹雳州团改选
在2008年9月6日的马青霹雳州分团改选中，马汉顺以366票，打败只得184票的时任马青全国署理总团长林熙隆，中选马青霹雳州分团团长职。

### 马华公会署理总会长
在2018年马华公会党选中，马汉顺与时任马华公会署理总会长魏家祥搭档竞选署理总会长和总会长，最终打败竞争对手颜炳寿和郑修强，成为2018年-2023年的署理总会长。

## 争议

### 独中拨款不透明
2021年9月30日，董总主席陈大锦公开感激马华总会长魏家祥及署理总会长马汉顺的协助，在独中特别拨款课题上获得财政部拨出1500万令吉拨款。马汉顺隔日透过面子书间接回应独中获得1500万令吉拨款课题，强调只要马华可以帮助独中学校得到这一笔款项，过程并不重要，重要的是结果，引起其它国会议员的质疑和不满，要求教育部对此作出解释。马汉顺随后指出，教育部自同年4月获得财政部的拨款后，就一直与董总主席陈大锦及相关独中人士保持联系，并以低调的方式处理教育问题。然而，教育部高级部长莫哈末拉兹于10月4日在国会下议院为第十二大马计划部门总结时强调，教育部从未给予独中拨款，因为给私立学校拨款超出了该部的权限范围。